# ユーモア軍団
ユーモア軍団（ユーモアぐんだん）は、日本のお笑いユニットグループ。
バッファロー吾郎A、せきしろが中心となり主にライブシーンで活動している。

## メンバー
ユーモア軍団には正式メンバーと準メンバーが存在している。正式メンバーには「担当」とカラーが割り振られている。

### 正式メンバー
| カラー       | 名前                                | 備考 |
| ------------ | ----------------------------------- | --- |
| 赤色         | バッファロー吾郎A（ジュピター木村） | 「ユーモア軍団」と初めて公の場で名乗った2011年2月3日の「言語遊戯王8」からのメンバー。「美しさ」担当。初登場時には金髪のカツラを被り、薔薇の花を持って「言語遊戯王ラヴィアンローズ大会優勝、ジュピター木村だ」と自己紹介をした。ユーモア軍団のお父さん的存在。 |
| 黄緑色       | せきしろ                            | 「言語遊戯王8」からのメンバー。「データ」担当。初登場時にはノートパソコンを片手にしていた。 イベントでは構成も手がけていることが多い。ユーモア軍団のお母さん的存在。 |
| 黄色         | 鬼ヶ島 アイアム野田                 | 「言語遊戯王8」からのメンバー。「パワー」担当。 |
| 水色         | R藤本                               | 「言語遊戯王8」からのメンバー。「スピード」担当。R藤本考案のゲームを行うことがある。初期はベジータとして出演していたが、「限界ナイト」から素のR藤本として出演している。 |
| 紫色         | ライス 関町知弘                     | 「言語遊戯王8」からのメンバー。「魔術」、「エスパー」担当。2015年10月10日の「ユーモア軍団オーディション～キングオブコメディ高橋編～」で怪しいタロットカードに釣られチームユニークに移籍したことが判明。ユーモア軍団のイベントではMCを担当する。 |
| 白色         | ライス 田所仁                       | 「言語遊戯王8」からのメンバー。「食いしん坊」担当。初登場時にはおにぎりを食べていた。なおこのイベント以降「ユーモア軍団」としてユーモアイベントに参加したことはない。2015年10月10日の「ユーモア軍団オーディション～キングオブコメディ高橋編～」でおにぎりに釣られチームユニークに移籍したことが判明。 |
| 緑色         | THE GEESE 尾関高文                  | 2011年11月8日「ユーモア軍団オーディションvol.1『ギース尾関編』」からのメンバー。「卑怯」担当。オーディションには不合格だったがユーモアアメリカ軍の侵攻を卑怯で食い止め、さらに所有していたクリスタルボールが共鳴したためユーモア軍団入りを果たした。 |
| ピンク色     | THE GEESE 高佐一慈                  | 加入時期不明。「ラ・サール」担当。高佐考案のゲームを行うことがある。初登場は尾関オーディションの時だが、軍団入りをするためのクリスタルボールを所有していなかった高佐はバッファロー吾郎Aに「おまえはまた今度だ！」と言われる。その後なし崩し的にイベントに参加していることに高佐本人も気にしていたが2012年12月31日「ユーモア108」にてせきしろより「ユーモアラ・サール」としてメンバーに入っていることを告げられた。高佐をメインとしたイベントが行われることもある。 |
| 不明         | ザブングル 加藤歩                   | 2012年6月4日「ユーモア軍団オーディション～ザブングル加藤編～」からのメンバー。「ユーモア加藤」担当。 |
| 不明         | ヨーロッパ企画 酒井善史             | 2012年3月5日「発表ナイト」からのメンバー。「発明」担当。せきしろから依頼されFLASHゲームを作成することがある。 |
| 不明         | ヨーロッパ企画 上田誠               | 加入時期不明。「ユーモヤン」担当。 |
| 青色         | しずる 村上純                       | 2012年4月14日「本当の理由ナイト」からのメンバー。「さわやか」担当。イベントではMCを担当することが多い。 |
| オレンジ色   | フルーツポンチ 亘健太郎             | 2013年7月28日「ユーモア軍団VS爆笑丸坊主軍団 ギャグラリー全面対抗戦」にてユーモア軍団として参加。担当は不明。 |
| 濃いピンク色 | おばけザウルス こやつタイム         | 2013年2月23日「おもしろアフタヌーンティー」にてユーモア軍団セピアとして参加。その後2013年7月28日「ユーモア軍団VS爆笑丸坊主軍団 ギャグラリー全面対抗戦」にてユーモア軍団として参加。担当は不明。 |
| 不明         | ザ☆忍者 大久保たもつ                | 加入時期不明。「忍者」担当。ユーモアチャンネルの大喜利企画でMCを担当する。 |
| 不明         | 業務用菩薩                          | 加入時期不明。「金」担当。 |
| 不明         | マンガ                              | 加入時期不明。「マンガ」担当。 |
| 不明         | マネージャー                        | 2015年5月11日 「すいているのに相席 公開打上げパーティー」後に加入。「マネージャー」担当。 |

### 準メンバー
キングオブコメディ 高橋健一
加入時期不明。ユーモアイベントに頻繁に出演しているものの、メンバーであるバッファロー吾郎Aやせきしろが「高橋がユーモア軍団なのかわからない」と発言している。2015年10月10日に「ユーモア軍団オーディション～キングコブコメディ高橋編～」が行われたが、ユーモア軍団とチームユニークのどちらに高橋が加入するか争いとなった。最終的に収拾がつかなくなりどちらに加入となったかは有耶無耶となっている。
渡部ダイシ
2013年2月23日「おもしろアフタヌーンティー」にてユーモア軍団セピアとして参加。

### マドンナ
高田郁恵
2012年9月21日「ユーモア学園」でマドンナとして出演。
板谷彩香
2013年2月1日「節分が待ちきれない！ナイト！」でマドンナとして出演。

## 開催履歴
ユーモア軍団が開催したイベントを記載。
| 日付           | 会場                            | イベント名                                                              | 主な内容 |
| -------------- | ------------------------------- | ----------------------------------------------------------------------- | --- |
| 2011年2月3日   | 中野サンプラザ                  | 言語遊戯王8                                                             | カードゲーム「言語遊戯王」 ももいろクローバーと対戦 |
| 2011年3月25日  | 新宿ネイキッドロフト            | 鬼ヶ島野田単独ライブ 「野田さんがみんなを笑わせたら、僕手術受けるよ！」 | 白い巨塔の１番好きなシーンを本気で演じる ナッパがよけない 美輪さんとかくれんぼ 皆さんから頂いたギャグ |
| 2011年8月20日  | 新宿ロフトプラスワン            | ユーモアリーグ戦 死のグループ                                           | 言語遊戯王の数ヶ月前に開催されユーモア軍団結成の切っ掛けとなった設定 ミッチーサッチーゲーム EXILEゲーム 馬鹿野郎そいつがルパンだ！ゲーム 志村！うしろ、うしろ！ゲーム コマネチゲーム |
| 2011年11月8日  | 阿佐ヶ谷ロフトA                 | ユーモア軍団オーディションvol.1『ギース尾関編』                         | 言語遊戯王から2ヶ月後という設定 ネタライブ 植田まさし仕訳 尾関卑怯かるた |
| 2012年6月4日   | 下北沢OFF・OFFシアター          | ユーモア軍団オーディション～『ザブングル加藤編～』                      | 定食合わせましょうゲーム 席替えゲーム 選手入場ゲーム テスト勉強何もしてないと牽制し合うゲーム プレゼントゲーム 感謝祭ゲーム |
| 2012年9月21日  | 新宿ロフトプラスワン            | ユーモア学園                                                            | 席替えゲーム 時間割り決めゲーム バイトのシフト決めゲーム 給食ゲーム 修学旅行ゲーム バレンタインゲーム サイコロゲーム |
| 2012年11月10日 | 阿佐ヶ谷ロフトA                 | ユーモアフェス(夜の部）                                                 | 高佐おもしろタイム(アイムチキンゲーム) ユーモアch(蜷川幸雄のカルタを考える) スラッシュパイルとは |
| 2012年11月10日 | 阿佐ヶ谷ロフトA                 | ユーモアフェス(深夜の部）                                               | ラブスタディゲーム三軍戦 逆スタディ 同級生トーク ギャグラリー コマネチゲーム 志村！うしろ、うしろ！ゲーム サイコロゲーム |
| 2012年12月31日 | 高円寺HACO                      | ユーモア108                                                             | 年越しカウントダウン 2012年の振り返り 吉村先生ANNゲーム 仮装大賞ゲーム 海原雄山ゲーム あゆの大喜利スケッチブックの中身を考える |
| 2013年11月2日  | 新宿ロフトプラスワン(深夜の部） | スペースソルジャーバトル～失われたユーモア                              | ノーマル大喜利 プリティ大喜利 哀愁大喜利 オリンピック大喜利 写真を見ないで一言 おまけゲーム 武田鉄矢ゲーム かにジャンケン 大喜利人工知能 |
| 2014年1月21日  | ヨシモト∞ホール                 | ジューシーズのおもしろトレジャーハンター ～9期 vs ユーモア軍団～        | サイコロゲーム 三井寿ゲーム 森進一ゲーム 大喜利人工知能 |
| 2015年2月14日  | 新宿ネイキッドロフト(深夜の部） | 5ユーモア～おもしろカード王決定戦                                       | 2014年11月2日「せきしろ生誕祭前篇」で行った「ゲラゲラ人間コンテスト」の独立イベント |
| 2015年5月3日   | 新宿ロフトプラスワン            | スペースソルジャーバトル2                                               | ■プレイしたスペースソルジャーバトル ノーマル大喜利 オソマツ クール大喜利 フードコート セリフ ジャガー テスト 人工知能ジュニアバトル 人工知能バトル ■未プレイのスペースソルジャーバトル ヤマダ アイシュウ バショ フェス トシ プリティ ウタマル グルメ イントロ アニマル クワマン ユウザン ■ブラックホール脱出ゲーム THE バーガー THE サンドイッチ THE ちらし寿司 THE ピザ THE ドラマ |
| 2015年7月20日  | 新宿ロフトプラスワン            | 野田単独2～野田さんだよ、開けておくれ                                   | ゾンビ漫談 野田メイク落とし講座 野田のネイル講座 東京無線 2015年上半期のニュースを斬る |
| 2015年10月11日 | 北沢タウンホール                | カレーフェス×ユーモア軍団オーディション～キングオブコメディ高橋編～     | キングコブコメディ高橋がユーモア軍団かチームユニークどちらに入るかを対決 THE サンドイッチ フードコートゲーム 山城の新伍ルフ すみこor徳馬 マッチゲーム |
| 2016年1月9日   | 新宿ネイキッドロフト            | ユーモア新年会                                                          | ノーベル賞ゲーム なまはげ大喜利 吉幾三の村ゲーム |
| 2016年4月11日  | 新宿ネイキッドロフト            | ユーモアイベント選抜じゃんけん大会                                      | 武田鉄矢じゃんけん など |
| 2017年1月4日   | 新宿ロフトプラスワン            | ゲラゲラ新年会2017                                                      | 武田鉄矢ゲーム 君の名はゲーム など |
| 2018年3月16日  | 新宿ロフトプラスワン            | せきしろ家公開結婚披露ライブ                                            | 大喜利 ユーモアゲーム 歌 |

## グッズ
- ユーモアTシャツ(初期バージョン)
- ユーモアTシャツ(ドラクエ風)
- ネタ代理戦争タオル
- 高佐レジャーランドTシャツ
- 尾関花見缶バッジ[10]

## エピソード
- ユーモア軍団が集まるためのユーモアハウスが2014年7月頃[11]まで存在していた。
- 2012年1月にユーモア軍団で旅のしおり[12]を作成して草津旅行を行っている。